# Barakaldo Club de Fútbol
El Barakaldo Club de Fútbol es un club de fútbol español de la ciudad vizcaína de Baracaldo, fundado en 1917. Actualmente milita en la Primera Federación. 

## Historia
El Barakaldo Club de Fútbol nació oficialmente en 1917. A lo largo de su historia ha llevado distintos nombres: Baracaldo Fútbol Club, Baracaldo Oriamendi, Baracaldo Altos Hornos, Baracaldo Club o Barakaldo Club de Fútbol, pero estamos siempre ante la misma entidad deportiva. Desde 1922 hasta 2001, su hogar fue el Estadio de Lasesarre. Con la excepción de unas pocas campañas, la camiseta tradicional del Barakaldo es aurinegra a rayas como la del Club Atlético Peñarol de Montevideo, lo que le ha válido este apodo al club. La tradición dice que el negro simboliza el humo de las fábricas de Baracaldo y el oro la prosperidad de las mismas. El fuerte carácter industrial que antaño tenía Baracaldo le ha válido al club también el apodo del equipo fabril. Por último el equipo es conocido también, al igual que la ciudad, con el nombre coloquial de Baraka.
El Barakaldo F.C.B. tiene sus comienzos en el año 1915, aun cuando se federó en el año 1917. Los partidos eran algo así como entre amigos o rivalidad entre pueblos o barrios y dicen que se reglamentaban por aquello de a tantos goles cambio de portería. El caso es que estas cosas ocurrían porque no era fácil contar con el deseado reloj que contabilizase los minutos de juego.[cita requerida]
El primer campo de entrenamiento y competición fue un hermoso relleno de arenas que hubo al final de El Barracón, que estaba entre la vía del ferrocarril y el Cuadro Maderos, en el Galindo frente a Sestao, en los terrenos que en su día ocupara el llamado taller de fondos en lo que fue Factoría de Altos Hornos.
Se cuenta y asegura, que los mismos jugadores –y algunos seguidores– eran los encargados de transportar las porterías desde el “Estanquillo de Elvira” (Calle El Carmen) hasta el campo de fútbol.[cita requerida]
La temporada 1918-1919 intervino el Barakaldo en el Campeonato Regional (categoría C), quedando campeón de grupo sin perder un solo partido durante toda la temporada, por lo que ascendió a la categoría B. Este éxito animó a la afición baracaldesa, y valió al equipo el primer banquete homenaje en su honor. 
En el año 1919 pasó a la zona del primer campo el Viejo Lasesarre, unas campas bajas surcadas de zanjas que inundaban el campo de juego con agua salada de las pleamares.
Al fin, después de grandes trabajos, fue inaugurado el primer Estadio de Lasesarre una tarde de magnífico sol y de animación extraordinaria. Fue el día 17 de septiembre de 1922, jugando el Barakaldo F.B.C., en la serie "A", contra el Athletic Club, que ganó por 3-1. El tanto baracaldés lo marcó Germán y el árbitro fue Pelayo Serrano.
Uno de los grandes pasajes de la historia del fútbol baracaldés tuvo lugar allá por el año 1939, cuando el Barakaldo toma el nombre de C.D. Baracaldo Oriamendi –este fue un equipo de solera en Baracaldo– y llega a jugar la semifinal de Copa del Generalísimo, al enfrentarse con el Racing Club de Ferrol, siendo el primer partido en Ferrol, donde empataron 1 a 1. Posteriormente se jugó en Lasesarre y perdió el Barakaldo por un tanto a dos.
La final de la Copa del Generalísimo se jugó en el Stadium de Montjuic el 25 de junio de 1939, ganando el Sevilla FC al Racing de Ferrol por seis tantos a dos.
La competición de liga volvió en la temporada 1939-40. El Barakaldo perdió su categoría de Segunda la temporada 1944-45, pero en la temporada 1945-46 recobra su puesto definitivamente en Segunda División.
Por la ayuda económica de Altos Hornos de Vizcaya (A.H.V.) cambió sus clásicos colores de amarillo y negro por la camisola azul y el pantalón blanco, así como el escudo, en fondo rojo, con las iniciales de A.H.V. en la temporada 1942-43. Con el pantalón blanco jugaron muy pocos partidos para pasar al calzón negro. En la temporada 1946-47, el Barakaldo tornó a sus clásicos colores pero con el escudo de A.H.V.
En estos años prolifera la cantera futbolística baracaldesa; de Lasesarre salen grandes figuras como son Alconero, Bustos, Mencía, Calvo, Llorente o "Bata" y otros jugadores de talla internacional.
El Barakaldo atraviesa un buen momento, y gana el “Trofeo Nervión” al vencer al Sestao River Club por 3-2 en San Mamés.
El 28 de noviembre de 1948, jugó el Barakaldo contra el Gerona FC y fue ese día cuando se inauguró la “jaula” o “túnel” de salida de los jugadores por debajo de la tribuna al campo de juego del antiguo Lasesarre. Con anterioridad se salía por los laterales de la tribuna.
Fue precisamente el 28 de noviembre cuando los jugadores aparecieron con el número a la espalda de la camiseta, novedad ya anunciada que se hizo obligatoria.
Al Barakaldo CF nunca le fueron bien la inauguraciones y en la temporada 1945-46, regala la casa bodeguera Osborne un sencillo tanteador, cuya colocación fue en la esquina que daba a la entrada por la calle Murrieta y al final reflejó un tanteo de 0-7 y curiosamente el portero fue Abeijón y el equipo goleador la Real Sociedad de San Sebastián. 
La fecha cumbre en los anales deportivos y económicos del Club Barakaldo, tuvo lugar un domingo soleado correspondiente al 27 de febrero de 1949, fecha en que contendieron el Barakaldo y la Real Sociedad. El resultado, con un dudoso penalti, favoreció a los donostiarras. Pudo ser fecha memorable en cuanto a las ilusiones de ascenso del equipo gualdinegro, pero se quedó con las mieles del triunfo y con el dinero de la gran entrada que supuso tal encuentro.
También en 1949, queda décimo en la Segunda División sufriendo una dolorosa goleada en casa frente al colista y descendido por 1-4. El Barakaldo celebra sus partidos internacionales y es así como visitan el Estadio de Lasesarre los clubes Franceses del Toulouse Football Club y Le Havre Athletic. También ha jugado partidos con equipos de la talla de Chelsea FC. Algún tiempo después, el Barakaldo fichaba su primer jugador extranjero, el francés Brun.
El año 1952, en el mes de mayo, el equipo juvenil del Barakaldo, representando a la empresa Altos Hornos de Vizcaya quedó campeón siendo Edu, Cholo, Urquiaga, Larburu, Manolín, Flores, Peña, Ocio, Alonso y Gorostiza los artífices del triunfo. En esta misma temporada el Barakaldo quedó 5.º clasificado de la Segunda División con los mismos puntos que el tercero, el Racing de Ferrol, que sería el que jugaría la promoción de ascenso a Primera División.
Para ver la mejor temporada del club baracaldés hay que asomarse a la temporada 1953-1954 cuando el Barakaldo CF consiguiera el mejor puesto de su historia al quedar segundo en la Segunda División por detrás del Deportivo Alavés y jugando la promoción de ascenso a Primera División quedando encuadrado con la UE Lleida, Hércules CF y Málaga CF y con los equipos de Primera: el C. A. Osasuna y el R. Jaén. El ascenso lo conseguirían el Málaga CF con 15 puntos y el Hércules CF con 13 puntos; por detrás quedarían el recién descendido Osasuna, Barakaldo, Lleida y R. Jaén.
El año 1967, el Barakaldo cumplió los 50 años de historia. Con José Cruz Echevarría Lastra en la presidencia se celebró el cincuenta aniversario del club, entregándose insignias de oro a varios expresidentes y jugadores.
Desde entonces y hasta nuestros días, el Barakaldo ha alternado la Segunda y la Tercera división, siendo una de sus temporadas más representativas la 1977-78, cuando el equipo fue cuarto en la Segunda División por detrás del Real Zaragoza, Recreativo de Huelva y Celta de Vigo y rozó el ascenso a una primera división, que siempre se le ha negado, al quedar tan solo a dos puntos del Celta. El entrenador de aquel equipo era Fernández Mora.
Posteriormente y ya con el modelo de la Segunda División B esta ha sido la categoría más frecuentada por el Barakaldo, siendo en la actualidad uno de los clubes más curtidos en esta categoría.
En la historia más reciente del club, cabe destacar la desaparición del viejo campo de Lasesarre, derribado el año 2000, con una etapa posterior de casi tres temporadas en las que el equipo disputó sus encuentros en el Campo de San Vicente. 
Más tarde y después de la construcción del nuevo Lasesarre, este fue definitivamente inaugurado el 20 de noviembre de 2003, en partido amistoso que enfrentó al Barakaldo C.F. y al Athletic Club.

### Equipo histórico de la Segunda División
Aunque ya en la primera temporada de la Liga Española (1928-29) estuvo encuadrado en una categoría denominada Segunda División "B", lo cierto es que el debut del Barakaldo en la Segunda división española se produjo en la temporada 1934-35 tras lograr el ascenso desde la Tercera división. La Segunda división ha sido el techo histórico de este club que nunca ha conseguido el ascenso a la Primera división española. Sin embargo, entre los equipos que nunca han conseguido ascender a Primera división, sólo el Racing de Ferrol ha estado más temporadas en Segunda división que el Barakaldo. Los vizcaínos totalizan 30 temporadas en esta categoría. Durante un largo periodo de tiempo de casi 25 años el Barakaldo fue casi un fijo de la División de Plata. A una primera etapa entre 1934 y 1936, siguió un forzoso paro de tres años a causa de la guerra civil española. Después de ese conflicto el Barakaldo siguió en Segunda división entre 1939 y 1945. Tras un año en Tercera división, retornó a la categoría de plata con una larga etapa de 11 temporadas consecutivas entre 1946 y 1957. Tras otro año en Tercera cerró ese brillante ciclo con tres temporadas más en Segunda división, hasta 1961.
Durante esa edad de oro del club, el Barakaldo estuvo varias veces cerca del ascenso. La vez que más cerca anduvo fue en 1954, cuando quedó subcampeón de su grupo de Segunda y participó sin éxito en una liguilla de play-off de ascenso a Primera división. Durante aquella época los fabriles estuvieron patrocinados por los Altos Hornos de Vizcaya, principal empresa de la ciudad, que llegó incluso a cambiar la denominación del club por la de Baracaldo Altos Hornos. Fue también la época en la que con los fabriles llegó a jugar un mito como Telmo Zarra, el máximo goleador de la historia de la Liga española, que se retiró en el Baracaldo. Eso fue la campaña 1956-57.
Después de esta etapa el Barakaldo alternó durante las dos siguientes décadas la Segunda y Tercera división con periodos cortos en la división de plata (1964-66, 1972-75, 1977-79 y 1980-81). En esta época, menos brillante que la anterior, destaca sin embargo la campaña 1977-78, con un Barakaldo que obtuvo la 4.ª plaza, quedando a un puesto del ascenso a la Primera división española.

### El actual Barakaldo
Desde 1981, el Barakaldo no ha logrado retornar a su segunda división. Durante los 80, la ciudad de Baracaldo sufrió una dura crisis económica que se tradujo en una disminución de población y en el cierre de importantes industrias. Especialmente grave fue el cierre de los Altos Hornos de Vizcaya, tradicional patrocinador del club de fútbol, que dejaron de funcionar definitivamente en 1994. Ello influyó sin duda en la marcha del club. Además la afición del Barakaldo tuvo que ver como durante los años 80 y primeros 90, el Sestao Sport Club, equipo de la ciudad vecina de Sestao y tradicional rival del Barakaldo tomó el relevo al Barakaldo como representante en la Segunda división Española de la comarca de la Margen Izquierda de Bilbao.
El Barakaldo cayó a la Tercera División en 1984 consiguiendo volver a la Segunda división B en 1988. Desde 1988 el Barakaldo es uno de los equipos habituales en dicha categoría, habiendo disputado 31 de sus últimas 32 ediciones. Se ha clasificado en 11 ocasiones para disputar los play-off de ascenso a la Segunda división, sin lograrlo. La última temporada en la que participó en estos play-off, fue en la temporada 2018-19, siendo eliminado en la primera eliminatoria por el conjunto alicantino del Hércules.
En 2002, el Barakaldo estrenó el Nuevo Campo de Lasesarre que sustituyó al histórico Lasesarre. Se trata de un estadio moderno preparado para llegar a los 12.128 espectadores.
Conversión en Sociedad Anónima Deportiva
En la Asamblea Extraordinaria del 11 de abril de 2019 se votó a favor de la conversión en S.A.D, con el respaldo de 267 socios, el voto negativo de 66 y 30 abstenciones. Pero no fue hasta el 14 de julio de 2021 cuando el mismo órgano soberano ratificó el acuerdo.
Ya el 13 de enero de 2022 la Junta Gestora que presidía Jesús Mari Isusi inició los trámites de transformación ante el CSD. En estos más de tres años y medio el club fabril ha tenido que hacer frente a la deuda de 1,2 millones de euros con la Seguridad Social, a un concurso de acreedores, a la pandemia del covid-19, entre otros escollos, hasta que se llevó a cabo la inscripción de la nueva Sociedad anónima deportiva, con un capital de 2,4 millones de euros, en el Registro Mercantil de Bizkaia, tras inscribirse previamente en el CSD, los dos últimos trámites burocráticos que restaban para llegar a la meta deseada.
El viernes 13 de enero de 2023 tuvo lugar en el Hotel Puerta de Bilbao la primera Junta General Extraordinaria de Accionistas del Barakaldo CF SAD. Un acto histórico en el que el Barakaldo CF pasó a convertirse Sociedad Anónima Deportiva y de esta forma, ser el primer club de fútbol de Vizcaya en obtener esta denominación. En la Junta se aprobaron por mayoría los siguientes puntos del orden del día que aparecen a continuación:
- Primero.- Constitución de la Junta General Extraordinaria de accionistas.
- Segundo.- Consejo de administración: (i) nombramiento de consejeros y (ii) fijación del número de consejeros.
- Tercero.- Presentación, examen y aprobación, en su caso, del presupuesto de ingresos y gastos para la temporada 2022/2023.
- Cuarto.- Nombramiento de auditor de cuentas de la Sociedad
- Quinto.- Ruegos y preguntas de los Sres. /Sras. Accionistas.
- Sexto.- Delegación de facultades.

A su vez, quedó constituido el Consejo de Administración del Barakaldo CF SAD
- Presidente: Ricardo Arana Gastañaga
- Vicepresidente: Jon Lekube Angulo
- Consejero: Rafael Alejandro López Gutiérrez
- Consejero: Francisco Javier Acha Goti
- Consejero: José María Urquiza González
- Consejero: Alfonso Basáñez Bernaola
- Consejero: Gabriel Sáenz De Buruaga Pérez-Acha
- Consejero: Joseba Andoni Lecube Angulo
- Secretaria No Consejera: Fátima Ochoa Gil

### El Barakaldo de los ascensos
Tras unos años convulsos, con una durísima sanción económica por el medio, y la tan ansiada reconversión a Sociedad Anónima Deportiva, el equipo de la Margen Izquierda ha vivido, estos dos últimos años, dos de sus temporadas más felices en la historia reciente dl club. Dos ascensos, de III RFEF a II RFEF en la temporada 2022-23, y de II RFEF a I RFEF en la 2023-24, que han devuelto al histórico equipo baracaldés al lugar donde siempre mereció estar. 
Estos dos magníficos años en la entidad fabril no comenzaron de una manera plácida. Y es que tras la reestructuración de la RFEF, y el descenso de 2 categorías en una misma temporada en la 2020-21, donde los fabriles descendieron desde la extinta Segunda B a III RFEF, el inicio de este nuevo camino no fue nada fácil. En la siguiente temporada, con un presupuesto extremadamente limitado debido a la sanción económica impuesta a la anterior directiva, el Barakaldo cayó eliminado el primera ronda de Play-Off de ascenso a II RFEF. Un empate a 0 frente al Portugalete, que debido a la posición liguera, concedía a los portugalujos el pase de ronda.
Un punto y aparte para la entidad de la margen izquierda, que no se rindió ante esta primera intentona. En la siguiente temporada, con Imanol de la Sota al frente del banquillo, el club fabril logró la mejor temporada vista nunca a cualquier equipo profesional del futbol español. 23 victorias, 7 empates y 0 derrotas, que valieron un ascenso directo a II RFEF, con una ventaja de 18 puntos al más inmediato perseguidor, la SD Leioa. En esta temporada, el club fabril se coronó también como el equipo menos goleado de las 5 primeras categorías del futbol estatal, además de ser el inicio de una racha histórica. 30 partidos sin perder en liga, que sumados a las 6 últimas jornadas del anterior curso, iban a alargar un hito que acabaría de culminarse la próxima temporada.
Ya en II RFEF, el objetivo de la entidad barakaldesa continuaba siendo el mismo, volver a lo más alto posible. Catalogado como uno de los favoritos al ascenso al inicio de la temporada, pero muy lejos teóricamente de rivales como el Bilbao Athletic o UD Logroñés, los de Imanol de la Sota volvieron a demostrar tener un puño de hierro. Hasta las últimas jornadas, pelearon el puesto de ascenso con el Bilbao Athletic, quien finalmente acabaría ascendiendo con cierta soltura. Fue el propio filial bilbaíno quien, tras 48 partidos, cortaría la histórica racha de imbatibilidad del club. El 2-1 en Lezama en la Jornada 11 de liga, cortó una racha que se prolongó casi 2 años. Desde el 20 de marzo de 2022, tras la derrota por 3-2 frente al San Ignacio en III RFEF,  hasta el 11 de noviembre de 2024, los barakaldeses no perdieron ni un solo partido oficial, ni en liga, ni en Copa del Rey (0-0 frente el Málaga).
Sin ascenso directo, pero el Play-Off, el Barakaldo volvería a hacer historia. Tras el 0-0 cosechado frente al Atlético Paso en el Municipal de El Paso en la ida de la primera ronda de Play-Off, los bizkainos se valdrían del 1-0 cosechado en Lasesarre en el partido de vuelta, para avanzar a la segunda y última ronda de ascenso. Emparejado frente al Orihuela, la entidad gualdinegra cayó derrotada por 3-1 en Los Arcos, lo que dejaba el objetivo del club vasco a expensas de una remontada en el feudo barakalades. Un 2-0 en el partido de vuelta en Lasesarre, el cual batió su récord de asistencia con más de 7.500 espectadores en el estadio, valió al Barakaldo para, tras prórroga, cosechar su segundo ascenso consecutivo, y ascender por primera vez a la reciente Primera RFEF.

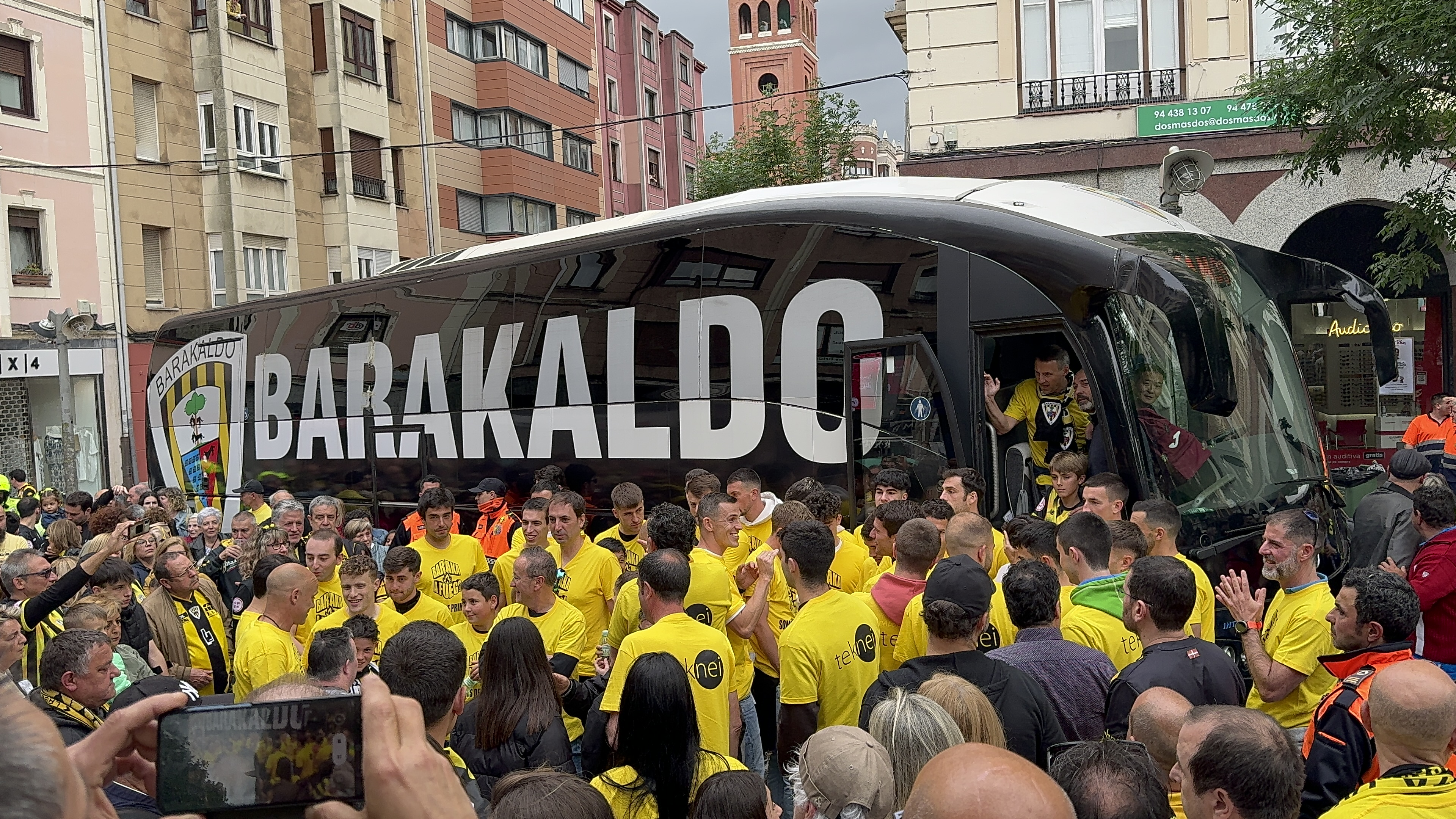
Jugadores, cuerpo técnico y Directivos en la Herriko Plaza 2-6-2024

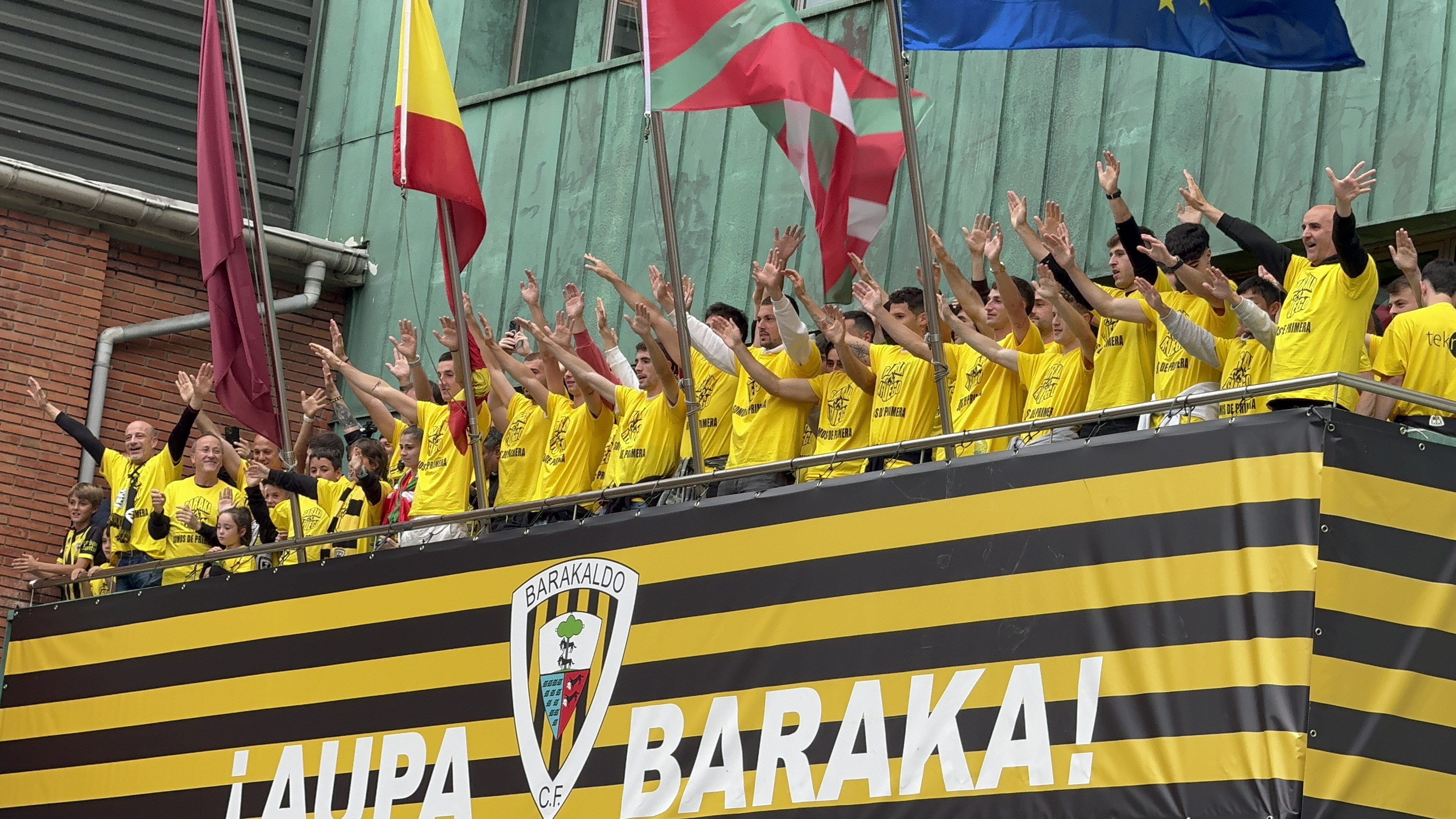
Celebración Ascenso en el balcón del ayuntamiento 2-6-2024

### Baracaldo Oriamendi, semifinalista de Copa
La mejor actuación del Barakaldo en Copa se remonta al año 1939, justo cuando acababa de finalizar la guerra civil española. Aquel año, el Barakaldo adoptó el nombre de Baracaldo Oriamendi, un nombre impuesto por los vencedores de la guerra. El nombre de Oriamendi proviene del himno del carlismo, el movimiento político que dominaba el Baracaldo de la posguerra y que había apoyado a Franco durante la guerra. El Barakaldo apenas mantendría este nombre durante un año.
Aquella competición de Copa fue muy atípica. Comenzó al mes de acabar la guerra y en ella participaron solo equipos de zonas que habían estado alejadas del frente. Así por ejemplo no hubo equipos de Madrid, Cataluña o Valencia. 
El Baracaldo Oriamendi había quedado subcampeón de la Liga Vizcaína, por detrás del Bilbao Athletic y como tal participó en la competición de Copa. En dicha competición eliminó a la Unión Montañesa de Cantabria y al Real Zaragoza, para plantarse en semifinales ante el Racing de Ferrol. Los gallegos vencieron a los fabriles por 1-1 y 2-1 en la eliminatoria cerrando el paso del Barakaldo a la final.

### Jugadores históricos
Por las filas del Barakaldo han pasado numerosos jugadores internacionales, normalmente en los inicios o en el ocaso de sus carreras. El primer gran jugador que militó en el Barakaldo fue el defensa baracaldés Jacinto Quincoces, que pasó por el equipo de su ciudad al comienzo de su carrera antes de hacerse con un nombre en el Deportivo Alavés y Real Madrid. Otro baracaldés, Bata, gran goleador del Athletic Club en los años 30, comenzó su carrera también en el equipo de su ciudad. En los años 40 llegó al club Guillermo Gorostiza, estrella del Athletic de Bilbao y del Valencia CF, que estaba ya en el ocaso de su carrera. No se puede olvidar, por supuesto, al mítico, Telmo Zarra, que se retiró en la temporada 1956-57 jugando en las filas del Barakaldo o a Gonzalo Pujana, jugador qué pasó por las filas del Athletic, y Arenas de Getxo, antes de militar en el club baracaldés, y que más tarde vestiría la camiseta del Real Jaén o Real Unión de Irún. En la temporada 1977-78, jugó Manu Sarabia que más tarde pasaría por el Athletic Club y el SD Logroñés, fue uno de los goleadores del mítico partido España-Malta (12-1).Iñigo Liceranzu,temporada 80-81 en 2.ªDiv.Posteriormente en Athletic Club e internacional.
También hay que destacar a Julio Escalante Gabancho uno de los mejores porteros que pasaron por el Barakaldo que militó en el equipo durante varias temporadas (90-91, 91-92).

### Trayectoria histórica
- 1928-29: Segunda división grupo B.
- 1929-34: Tercera división.
- 1934-36: Segunda división.
- 1936-38: Competiciones paradas por la Guerra Civil.
- 1938-39: Liga vizcaína.
- 1939-45: Segunda división.
- 1945-46: Tercera división.
- 1946-57: Segunda división.
- 1957-58: Tercera división.
- 1958-61: Segunda división.
- 1961-64: Tercera división.
- 1964-66: Segunda división.
- 1966-72: Tercera división.
- 1972-75: Segunda división.
- 1975-77: Tercera división.
- 1977-79: Segunda división.
- 1979-80: Segunda división B
- 1980-81: Segunda división
- 1981-84: Segunda división B
- 1984-88: Tercera división
- 1988-2011: Segunda división B
- 2011-2012: Tercera división
- 2012-2021: Segunda división B
- 2021-2023:Tercera División RFEF
- 2023- 2024:Segunda División RFEF
- 2024- : Primera División RFEF

## Uniforme
- Uniforme titular: Camiseta gualdinegra, pantalón negro y medias negras
- Uniforme secundario: camiseta blanca con mangas grises y dos rayas verticales negra y amarilla, pantalón blanco y medias blancas

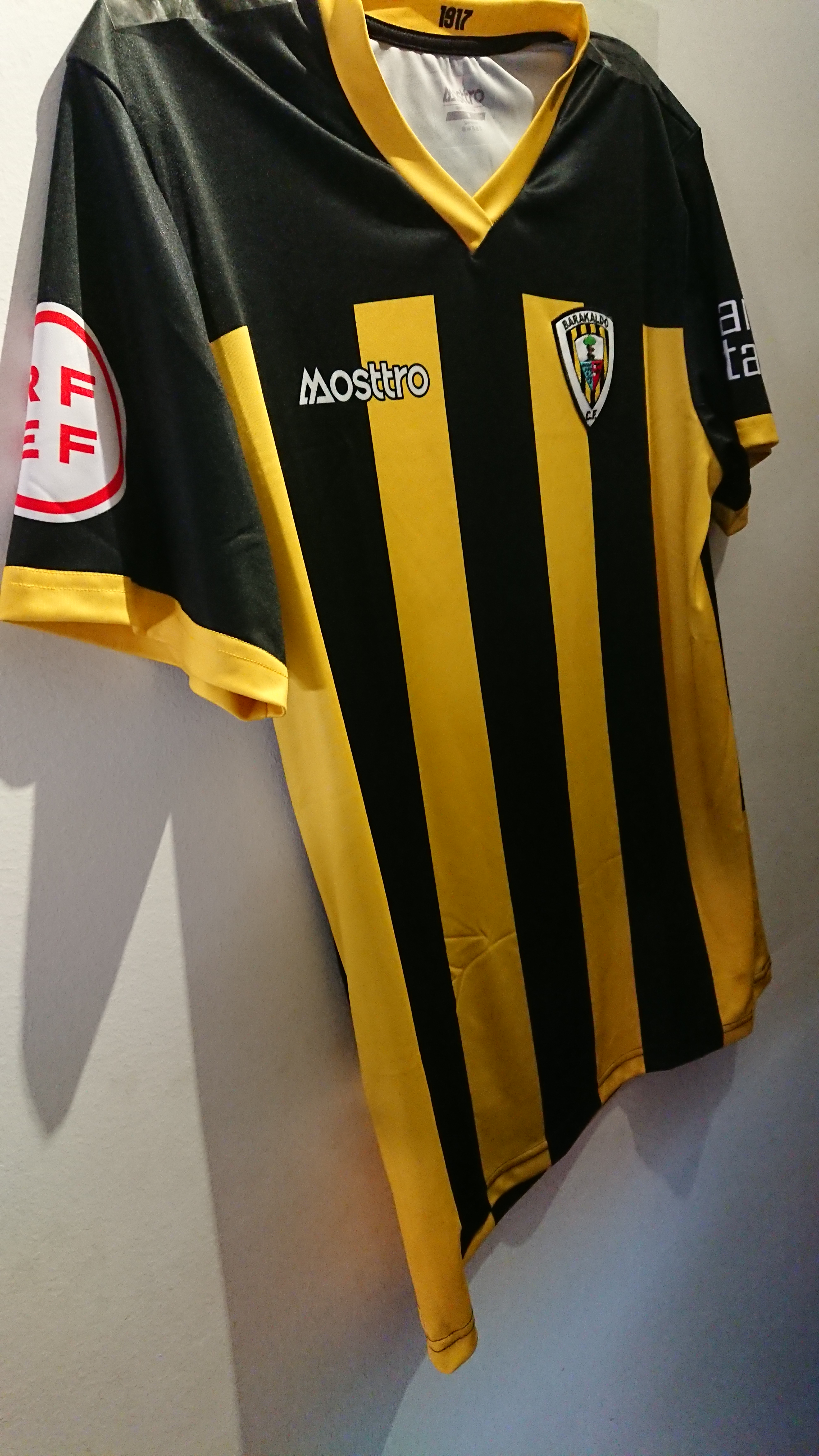
1.ª Equipación 2022-23
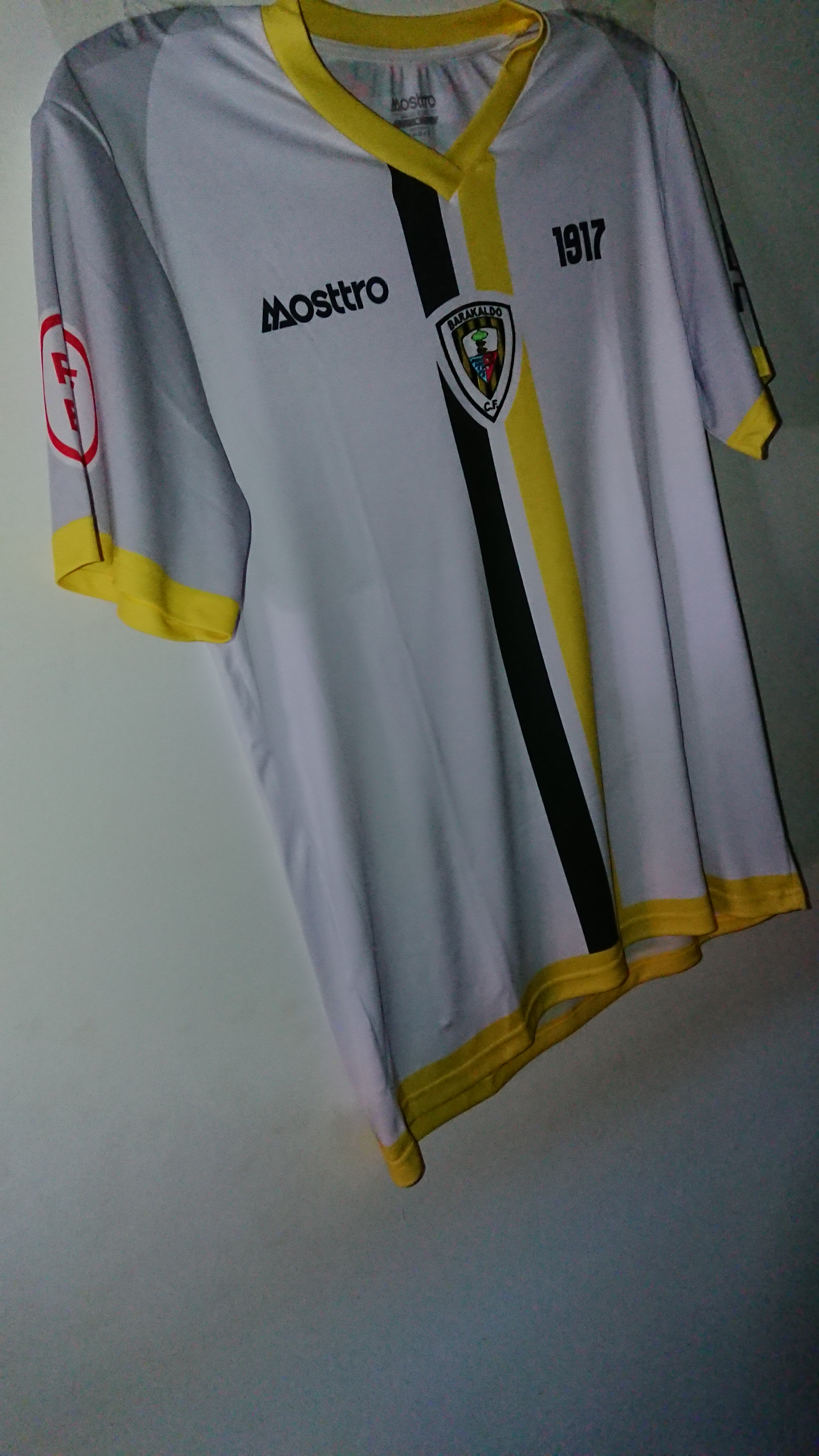
2ª Equipación  2022-23

## Estadio

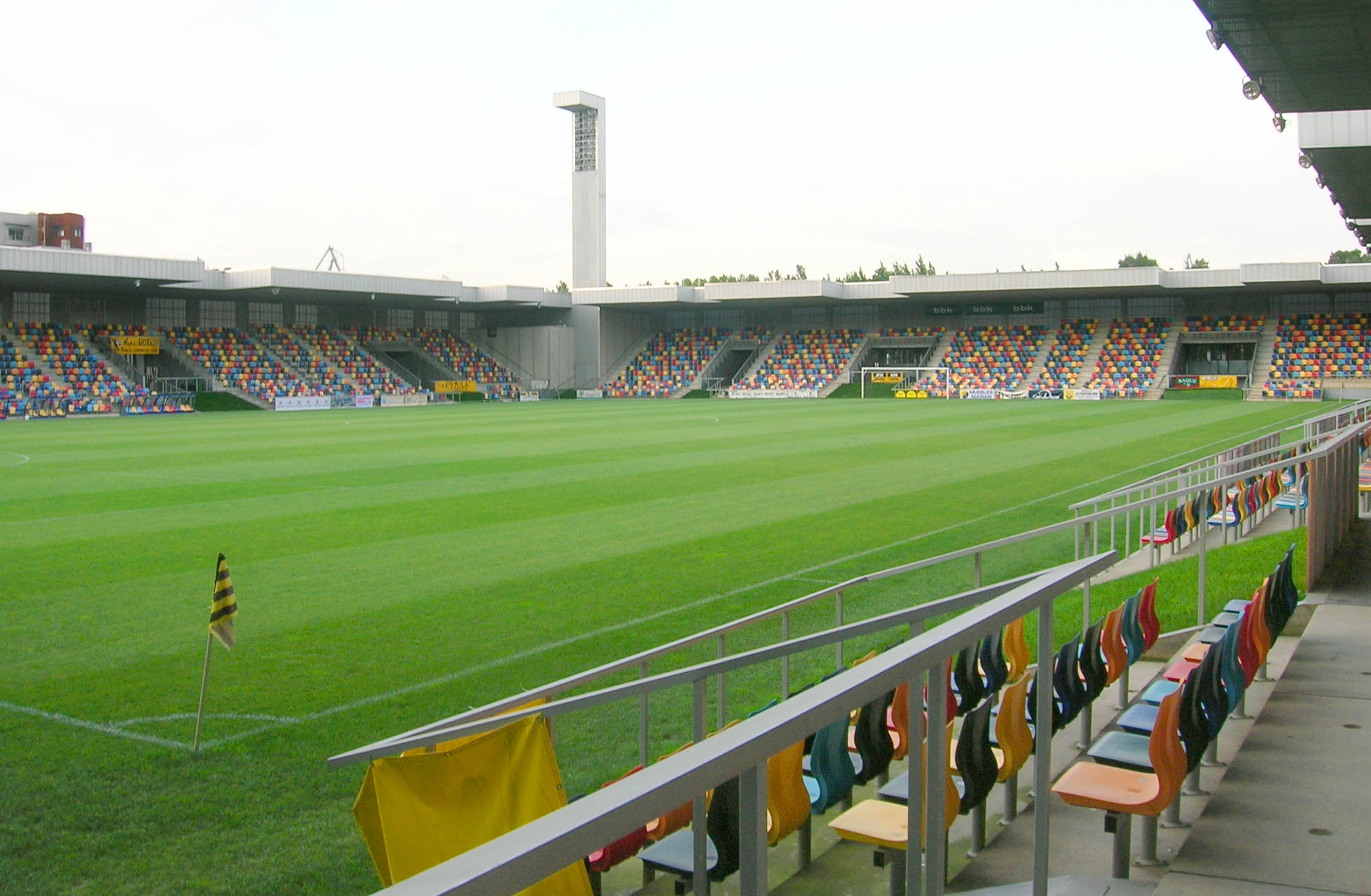
Nuevo campo de Lasesarre.

Estadio de Lasesarre, llamado coloquialmente el circo o el parchís por el tipo de butacas que tiene, inaugurado en 2003 (en un partido contra el Athletic Club, con resultado de 2-3 a favor de los bilbaínos); sustituyó al antiguo campo de Lasesarre (1922); cuenta con un aforo de 7.960 personas. 
Cabe señalar que el nombre oficial del campo nuevo también es Lasesarre (y no "Nuevo Lasesarre"), al igual que el del campo viejo. Durante los primeros meses de estancia en este estadio, la Junta Directiva del club, por aquel entonces dirigida por el presidente Roberto Gijón, tuvo que enviar un comunicado a los medios aclarando este extremo, ya que muchos medios se referían equivocadamente al estadio como Nuevo Lasesarre, cuando su nombre correcto es Lasesarre a secas.
Se han disputado dos finales de la Euskal Herriko Txapela la primera edición disputada en el 2017 entre el Deportivo Alavés y el Athletic Club y la Sexta edición de 2022 disputada por la Real Sociedad y el Athletic Club

## Jugadores y entrenadores

### Plantilla y cuerpo técnico 2025-2026
- En 1.ª y 2.ª desde la temporada 1995-96 los jugadores con dorsales superiores al 25 son, a todos los efectos, jugadores del filial y como tales, podrán compaginar partidos con el primer y segundo equipo. Como exigen las normas de la LFP, los jugadores de la primera plantilla deberán llevar los dorsales del 1 al 25. Del 26 en adelante serán jugadores del equipo filial.
- Como exigen las normas de la RFEF desde la temporada 2019-20 en 2.ªB y desde la 2020-21 para 3.ª, los jugadores de la primera plantilla deberán llevar los dorsales del 1 al 22, reservándose los números 1 y 13 para los porteros y el 25 para un eventual tercer portero. Los dorsales 23, 24 y del 26 en adelante serán para los futbolistas del filial, y también serán fijos y nominales.
- Un canterano debe permanecer al menos tres años en edad formativa en el club (15-21 años) para ser considerado como tal.[2][3] Un jugador de formación es un jugador extranjero formado en el país de su actual equipo entre los 15 y 21 años (Normativa UEFA).
- Según normativa UEFA, cada club solo puede tener en plantilla un máximo de tres jugadores extracomunitarios que ocupen plaza de extranjero. La lista incluye solo la principal nacionalidad de cada jugador. Algunos de los jugadores no europeos tienen doble nacionalidad de algún país de la UE:

```
Leyenda
 
* 
Canterano
: 
 
* 
Pasaporte europeo
: 
 
* 
Extracomunitario sin restricción
: 

* Extracomunitario: 
 
* 
Formación
: 

* Cedido al club: 

* Cedido a otro club: 
```

## Datos del club
- Fundado en: 1917
- Presupuesto: 873.000 euros
- Socios: 2.434
- Presidente: Ricardo Arana
- Vicepresidente: Jon Lekube
- Entrenador: Imanol de la Sota
- 2.º entrenador: Fernando Fernández
- Director deportivo: Joseba Núñez
- Estadio: Lasesarre (8000 espectadores)
- Himno: http://es.youtube.com/watch?v=-DQlDPxotC4
- Temporadas en 1.ª: 0
- Temporadas en 2.ª: 30
- Temporadas en 1.ª RFEF: 1
- Temporadas en 2.ª RFEF: 1
- Temporadas en 3.ª RFEF: 2
- Temporadas en 2.ªB: 31
- Temporadas en 2.ª Grupo B: 1[4]
- Temporadas en 3.ª: 18
- Mejor puesto en la liga: 2.º (Segunda división española, temporada 1953-54)
- Peor puesto en la liga: 20.º (Segunda división B española, temporada 2010-11)
- Mayor goleada conseguida: 13-2 al Sevilla FC amistoso
- Mayor goleada en casa en (2ª): 10-1 al Real Zaragoza (Segunda división española, temporada 1953-54)
- Mayor goleada fuera de casa en (2ª): 2-6 al Deportivo La Coruña (Segunda división española, temporada 1959-60)
- Mayor goleada encajada en casa en (2ª): 1-15 frente al Real Jaén (Segunda división española, temporada 1977-78)
- Mayor goleada encajada fuera de casa en (2ª): 8-3 frente al CD Ourense (Segunda división española, temporada 73-74)

## Presidentes
| - Nicolás Redondo. Desde 1917 hasta 1918 - Carlos Etxeguren. Desde 1918 hasta 1919 - Luis Ryan. Desde 1919 hasta 1920 - Tomás Crespo. Desde 1920 hasta 1921 - Luciano Orbe. Desde 1921 hasta 1923 - Dionisio Fernández. Desde 1923 hasta 1924 - Luciano Orbe. Desde 1924 hasta 1925 - Carlos Etxeguren. Desde 1925 hasta 1926 - Luciano Orbe. Desde 1926 hasta 1927 - Gonzalo Ruiz. Desde 1927 hasta 1930 - Luis Ryan. Desde 1930 hasta 1933 - Manuel Campomanes. Desde 1933 hasta 1934 - Manuel Baró. Desde 1934 hasta 1935 - José Ruiz Garma. Desde 1935 hasta 1936 - Federico Gómez Rubiera. Desde 1938 hasta 1939 - Deogracias Martín. Desde 1939 hasta 1942 - Francisco Fernández. Desde 1942 hasta 1945 - Cipriano Abad. Desde 1945 hasta 1948 - Alfredo Samper. Desde 1948 hasta 1950 - Lorenzo Lahuerta. Desde 1950 hasta 1955 - José Rodríguez Rebaque. Desde 1955 hasta 1959 - Enrique Eguía de Bedoya. Desde 1959 hasta 1961 - Ignacio Olascoaga. Desde 1961 hasta 1964 - Pedro Arregui. Desde 1964 hasta 1967 - José Cruz Etxevarría Lastra. Desde 1967 hasta 1970 - Juan Bautista Causó. Desde 1970 hasta 1972 - José María Bañales. Desde 1972 hasta 1979 - Andrés Vázquez. Desde 1979 hasta 1982 - Santiago Apodaca. Desde 1982 hasta 1985 - José Ignacio Méndez. Desde 1987 hasta 1991 - Daniel Sedano. Desde 1991 hasta 1994 - Roberto Gijón. Desde 1994 hasta 2005 - Miguel Acero Plaza. Desde 2005 hasta 2010 - Rodro Domínguez. Desde 2010 hasta 2011 - Alberto Romero Cordón. Desde 2011 hasta 2014 - Orlando Saiz. Desde 2014 hasta 2019 - Jesús María Isusi. Desde 2019 hasta 2023 - Ricardo Arana. Desde 2023 |

## Palmarés

### Torneos nacionales
- Segunda División B de España (3): 1980, 1998 y 2002.
- Tercera División de España (8): 1930, 1931, 1958, 1963, 1964, 1972, 1977 y 1988.

- Tercera RFEF (1): 2022-23

| Títulos oficiales | Nacionales               | Nacionales | Nacionales | Nacionales | Nacionales | Nacionales | Nacionales | Nacionales | Nacionales | Total |  |    |
| ----------------- | ------------------------ | ---------- | ---------- | ---------- | ---------- | ---------- | ---------- | ---------- | ---------- | ----- |  | -- |
| Títulos oficiales | Barakaldo Club de Fútbol |            |            |            |            | 1          | 3          | 8          |            | Total |  | 12 |

### Trofeos amistosos
- Trofeo Lasesarre: (5) 2010, 2012, 2013, 2016, 2017
- Trofeo Joaquín Segura (Tudela): (2) 1970, 1971
- Trofeo Amistad (Éibar): (2) 1972, 1975
- Trofeo Ciudad de Santander: (1) 1976
- Trofeo de la Galleta: (1) 1983
- Trofeo Ategorri: (1) 1988

## Himno

### Himno Oficial
Que somos del Barakaldo
el once goleador.
Gane o pierda es nuestro equipo ¡Aúpa!
como nuestro es el mejor.
Vengan goles, vengas triunfos ¡Aúpa!
Barakaldo campeón.
Que somos del Barakaldo
con humos de vencedor,
entre campos y entre hornos ¡Aúpa!
con bravura se forjó.
Vengan goles, vengan triunfos ¡Aúpa!
Barakaldo campeón.
Estribillo
Aúpa, Barakaldo, Aúpa
a la División de Honor
a ser grande entre los grandes
a cantar el alirón
Aúpa, Barakaldo, Aúpa,
a la División de Honor.
Vengan goles, vengan triunfos
Barakaldo campeón.
Letra: Ramiro Betolaza

Música: Rodrigo A. de Santiago

### Himno del Centenario
"" 100 Años de Pasión ""

Recorremos kilómetros, Superamos Obstáculos, Solo por ti Barakaldo

Recorremos kilómetros, Superamos Obstáculos, Solo por ti, Solo por ti
Recorremos kilómetros, Superamos Obstáculos, Solo por ti Barakaldo
Ésta noche nos toca jugar, las aceras se tiñen del equipo local, amarillo y negro, ésta es mi ciudad.
Llueva, nieve o caliente el sol, camino de Lasesarre todo sabe mejor. La gente en las calles, aumenta mi ilusión.
Daniel Sedano nos enseñó llevar el Barakaldo en el corazón, jamás olvidaremos tu pasión.
Dani, Sarabia, Moska, Donosti... viejas leyendas que me hacen soñar.
Bitoren, Urbano, Torito Larreina, ya van 100 años y aún quedan más.
Recorremos kilómetros, Superamos Obstáculos, Solo por ti Barakaldo.
Ir a la grada de animación, voy tirando de la peña con un banderón, no hay mal asunto, todo es rock & roll.
Más que hierro se templó, forjados del acero que un obrero fundió, Altos Hornos de Bizkaia semilla de nuestra pasión.
Baraka hintxak te demostrará qué la grada es algo más que un trozo de metal, vayas donde vayas te seguirán.
Sebas, Collantes, Bata, Venancio... viejas leyendas me hacen soñar, 
¿Quién no recuerda el viejo Lasesarre?, ya van 100 años y aún quedan más.
Recorremos kilómetros, Superamos Obstáculos, Solo por ti Barakaldo
Recorremos kilómetros, Superamos Obstáculos, Solo por ti, Solo por ti
Recorremos kilómetros, Superamos Obstáculos, Solo por ti Barakaldo

Letra y Música: Obsesión Fatal

## Centenario
El Barakaldo Club de Fútbol dio inicio a su Centenario el 3 de enero de 2017 con una gala en el teatro municipal de Baracaldo, con más de 650 asistentes, en el transcurso del acto, el club homenajeó a exjugadores, expresidentes y a empleados. 
Además, se dio a conocer conocer tanto el logotipo del centenario como los diseños de las camisetas conmemorativas del Centenario, que recuperaban los anagramas del club de 1917 y de Altos Hornos de Vizcaya, y convirtiendo en dorado el amarillo. Además, el cantante Baracaldés Jon Allende interpretó el himno que compuso para el Centenario. 

A. M. Villar en Lasesarre

Esa misma mañana el Presidente de la Real Federación Española de Fútbol, Ángel María Villar, quiso sumarse a las felicitaciones visitando el Estadio de Lasesarre, e hizo entrega de una placa conmemorativa al Club.
El 11 de Octubre se celebró el partido del Centenario contra el Athletic Club, que finalizó con empate a dos.

El cierre del Centenario fue el 31 de diciembre de 2017 con un partido que enfrentó a exjugadores contra jugadores de aquella misma temporada.

Partido Centenario

## Récord
El Barakaldo CF tiene en su poder la mayor racha de partidos invictos de las cinco 
categorías del fútbol nacional, superando el récord del FC Barcelona de 43 partidos consecutivos sin perder.
La racha de partidos invictos empezó el 27 de marzo de 2022 contra el Aurrera KE, de la categoría Tercera RFEF y finalizó con la derrota en Lezama contra el Bilbao Athletic en la Segunda RFEF el 23 de noviembre de 2023, siendo el último partido ganado el que les enfrentó el 28 de octubre contra el CD Brea.
La racha duró:
• 1 año, 7 meses y 11 días
• 595 días
• 48 partidos de las 3 últimas temporadas